# Elfriede Gerstl

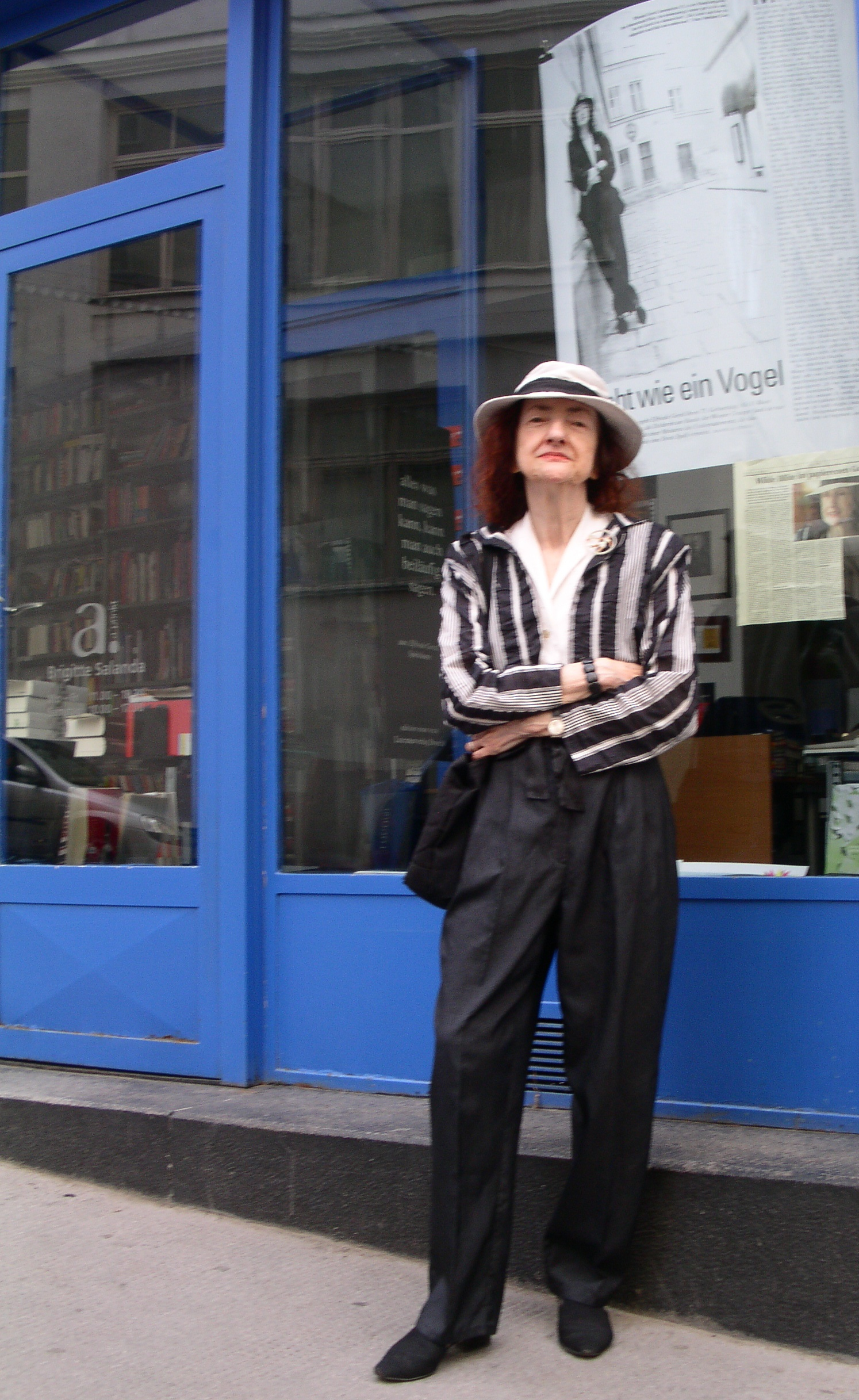
Elfriede Gerstl (2007)

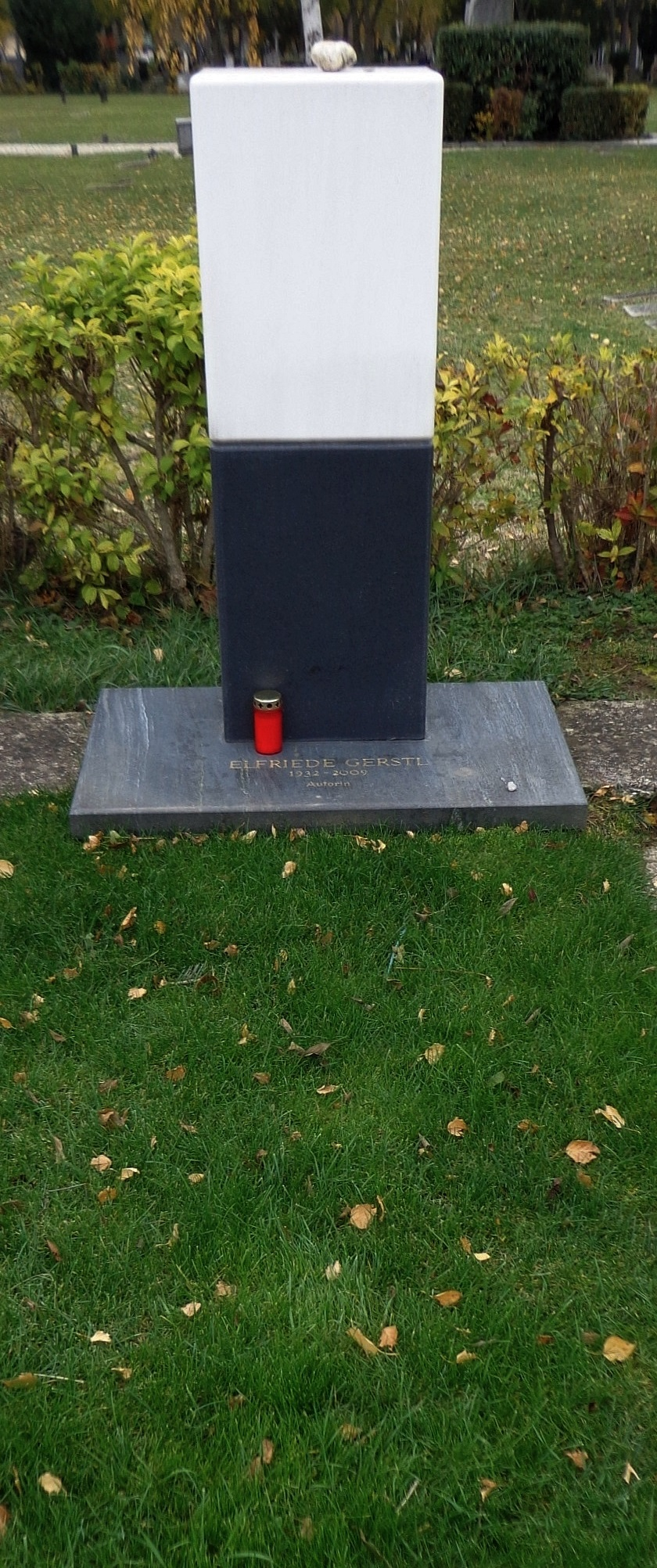
Wiener Zentralfriedhof – ehrenhalber gewidmetes Grab von Elfriede Gerstl

Elfriede Gerstl (* 16. Juni 1932 in Wien; † 9. April 2009 ebenda) war eine österreichische Schriftstellerin.

## Leben
Elfriede Gerstl überlebte als jüdisches Kind die Zeit des Nationalsozialismus in Wien in diversen Verstecken. Ab 1945 besuchte Gerstl eine Maturaschule, die sie 1951 mit der Matura abschloss. Anschließend (bis 1960) studierte sie an der Universität Wien Medizin und Psychologie (ohne Abschluss).
1955 begann sie in Literaturzeitschriften zu veröffentlichen. Sie schrieb Gedichte, Essays und kurze Prosastücke und war im Rahmen der Wiener Gruppe aktiv. Besonders dem Thema der Geschlechterrollen hatte sich die engagierte Feministin verschrieben. 1963 nahm sie am Literarischen Colloquium Berlin (LCB) teil. Von 1963 bis 1971 hielt sie sich wiederholt längere Zeit in Berlin auf.
Ab 1972 lebte sie ausschließlich in Wien und gehörte zu den Gründungsmitgliedern der Grazer Autorenversammlung (GAV), aus der sie 1992 aus- und 1995 wieder eintrat. Sie organisierte zahlreiche Literaturveranstaltungen, beispielsweise in der Alten Schmiede und im Literaturhaus Wien, und übte eine rege essayistische Tätigkeit aus, etwa beim Falter.
Elfriede Gerstl war von 1960 bis 1968 mit dem Lyriker und Übersetzer Gerald Bisinger verheiratet und hatte mit ihm eine Tochter (Judith Bellina, geb. 1960), von 1973 bis zu ihrem Tod 2009 verband sie eine Lebensfreundschaft mit dem Schriftsteller Herbert J. Wimmer. Sie wurde in einem ehrenhalber gewidmeten Grab (Gr. 40, Nr. 75) auf dem Wiener Zentralfriedhof beigesetzt.
Das Hörspiel Geh dicht dichtig!, ein fiktiver Dialog zwischen Elfriede Gerstl und Ruth Johanna Benrath (Regie: Christine Nagel, Komposition: Lauren Newton), wurde von der Jury der Deutschen Akademie der Darstellenden Künste zum Hörspiel des Jahres 2019 gewählt.

## Auszeichnungen und Ehrungen
- 1978 Theodor-Körner-Preis
- 1978 Förderungspreis des Wiener Kunstfonds
- 1984 Österreichischer Würdigungspreis für Literatur
- 1990 Literaturpreis der Stadt Wien
- 1997 Goldenes Ehrenzeichen der Stadt Wien
- 1999 Georg-Trakl-Preis
- 1999 Erich-Fried-Preis
- 2003 Ehrenmedaille der Bundeshauptstadt Wien in Gold
- 2004 Ben-Witter-Preis der Ben-Witter-Stiftung
- 2007 Heimrad-Bäcker-Preis
- 2009 (postum) Premio Roma für Spazi per giocare con la mente

## Werke
Werkausgabe
- Band 1: Mittellange Minis. Herausgegeben von Christa Gürtler und Helga Mitterbauer – in Zusammenarbeit mit dem Literaturarchiv der Österreichischen Nationalbibliothek. Graz: Literaturverlag Droschl 2012. ISBN 978-3-85420-797-9.
- Band 2: Behüte behütet. Herausgegeben von Christa Gürtler und Helga Mitterbauer – in Zusammenarbeit mit dem Literaturarchiv der Österreichischen Nationalbibliothek. Graz: Literaturverlag Droschl 2013. ISBN 978-3-85420-844-0.
- Band 3: Haus und Haut. Herausgegeben und mit einem Nachwort von Christa Gürtler und Martin Wedl – in Zusammenarbeit mit dem Literaturarchiv der Österreichischen Nationalbibliothek. Graz: Literaturverlag Droschl 2014. ISBN 978-3-85420-958-4.
- Band 4: Tandlerfundstücke. Herausgegeben und mit einem Nachwort von Christa Gürtler und Martin Wedl – in Zusammenarbeit mit dem Literaturarchiv der Österreichischen Nationalbibliothek. Graz: Literaturverlag Droschl 2015. ISBN 978-3-85420-967-6.
- Band 5: Das vorläufig Bleibende. Herausgegeben und mit einem Nachwort von Christa Gürtler und Martin Wedl – in Zusammenarbeit mit dem Literaturarchiv der Österreichischen Nationalbibliothek. Graz: Literaturverlag Droschl 2017. ISBN 978-3-99059-000-3.

Einzelausgaben
- Gesellschaftsspiele mit mir. Gedichte und Kurzprosa. Kulturamt der Stadt Linz 1962. Ohne ISBN.
- Berechtige Fragen. Hörspiele. Wien und München: Edition Literaturproduzenten / Jugend und Volk 1973. ISBN 3-7141-6698-X.
- Spielräume. Mit einem Nachwort von Andreas Okopenko. Linz: edition neue texte 1977. ISBN 3-900292-07-8
- Spielräume. Mit einem Nachwort von Heimrad Bäcker. Graz: edition neue texte / Literaturverlag Droschl 1993. ISBN 3-85420-325-X.
- Narren und Funktionäre. Essays. Wien 1980. Ohne ISBN.
- Wiener Mischung. Gedichte und Kurzprosa. edition neue texte, Literaturverlag Droschl, Linz/Graz 1982.
- eine frau ist eine frau ist eine frau … autorinnen über autorinnen (Herausgeberin). Wien: Promedia 1985. ISBN 978-3-900478-08-7.
- Vor der Ankunft. Reisegedichte. Viersprachige Ausgabe, deutsch-englisch-französisch-italienisch, Wien: Freibord-Verlag Sonderreihe 1988. Ohne ISBN
- Ablagerungen. Herausgegeben zusammen mit Herbert J. Wimmer. Graz: edition neue texte / Droschl 1989. ISBN 3-900292-60-4.
- Unter einem Hut. Gedichte und Essays. Wien: Deuticke 1993. ISBN 3-85463-124-3.
- Kleiderflug – Texte Textilien Wohnen. Mit Fotografien von Herbert J. Wimmer. Wien: Edition Splitter 1995. ISBN 3-901190-14-7 (NA. Wien: Edition Splitter 2007. ISBN 978-3-901190-44-5).
- Die fliegende Frieda. Ein Jugendbuch. Mit Illustrationen von Angelika Kaufmann. Wien: Edition Splitter 1998. ISBN 3-901190-56-2.
- Alle Tage Gedichte. Schaustücke und Hörstücke. Wien: Deuticke 1999. ISBN 3-216-30474-4.
- neue wiener mischung. Mit einem Nachwort von Konstanze Fliedl. Graz: edition neue texte / Droschl 2001. ISBN 3-85420-558-9.
- LOGO(S) – ein schachtelbuch. fünfzig text-ansichts-karten. (Zusammen mit Herbert J. Wimmer) Graz: Droschl 2004. ISBN 3-85420-654-2.
- mein papierener garten. gedichte und denkkrümel. Graz: Droschl 2006. ISBN 978-3-85420-708-5.
- lebenszeichen – gedichte träume denkkrümel. Mit einem Vorwort von Elfriede Jelinek. Mit Illustrationen von Heinrich Heuer, Angelika Kaufmann und Herbert J. Wimmer. Graz: Droschl 2009. ISBN 978-3-85420-763-4.
- BALANCE BALANCE. Gedichte spanisch und deutsch. Mit Herbert J. Wimmer. Übersetzt von Olga Sánchez Guevara. Lyrik der Gegenwart Nr. 94, Edition Art Science, St. Wolfgang 2020 ISBN 978-3-903335-07-3

Tonträger
- Alle Tage Gedichte – Ausgewählt und gelesen von Elfriede Gerstl. Der Hörverlag, München 2000 ISBN 3-89584-613-9.
- A BISSAL GFIACHT A BISSAL GFREID… – eine Auswahl. Übersetzt ins Hebräische von Michael Dak, Jerusalem. Auf dem Tonträger: A BISSAL GFIACHT A BISSAL GFREID… gesprochen von Elfriede Gerstl, Timna Brauer, Erika Deutinger, Barbara Horvath, Sharon Nuni, Vera Albert, Anat Stainberg und Doron Rabinovici. Edition „Mittelmeer 23“ Nr. 3, AlbertVera Verlag Wien 2013 ISBN 978-3-9503164-2-1.

Übersetzungen
- Spazi per giocare con la mente. Übersetzung von Dagmar Winkler. Vorworte von Elfriede Jelinek und Fausto Cercignani. Perosini Editore, Zevio/Verona 2007. ISBN 978-88-85409-63-7
- Assortimento viennese. Gedichte, ausgewählt und übersetzt von Riccarda Novello. Vorwort von Elfriede Jelinek. Luciana Tufani Editrice, Ferrara 2008. ISBN 978-88-86780-69-8
- A BISSAL GFIACHT A BISSAL GFREID... – eine Auswahl. Übersetzt ins Hebräische von Michael Dak, Jerusalem. Auf dem Tonträger: A BISSAL GFIACHT A BISSAL GFREID... Edition „Mittelmeer 23“ Nr. 3, AlbertVera Verlag, Wien 2013 ISBN 978-3-9503164-2-1.